# Estación Anderson Mesa
La Estación Anderson Mesa es un observatorio astronómico establecido en 1959 como un lugar sin contaminación lumínica para observar el cielo dentro del Observatorio Lowell. Está situado en el condado de Coconino en Mars Hill, a unas 12 millas al sudeste de la base principal de Lowell en Flagstaff (Arizona, Estados Unidos).

## Descubrimientos
- (2675) Tolkien